# Vincenzo Carrese
Vincenzo Carrese (Castellammare di Stabia, 20 marzo 1910 – Milano, 18 ottobre 1981) è stato un fotografo italiano.
L'aspetto più importante del lavoro di Carrese è stato quello di aver fondato nel 1937 a Milano l'Agenzia Publifoto che nel tempo è arrivato a contenere oltre 7 milioni di immagini e che oggi appartiene al gruppo Intesa Sanpaolo. Da Olycom la LaPresse, ha comprato sia la stessa Olycom che Franca Speranza e la Publifoto Notizie, depositandone i marchi a livello mondiale, pertanto il marchio Publifoto appartiene alla LaPresse. Cosi facendo LaPresse ha inserito nel suo archivio il materiale acquistato da Olycom che si aggiunge al già grandissimo archivio Publifoto Torino, nato da Maresca e Durante Silvio.

## Biografia
Il padre Pietro era stato sindaco di Castellammare nel 1920 ed ancora oggi una via centrale porta il suo nome.
Sappiamo che Vincenzo Carrese decise di lasciare la Campania a 17 anni per raggiungere lo zio Fernando D'Amora (o Ferdinando D'Ammora) (1886-1929), anche lui di Castellammare, personaggio illustre del giornalismo milanese, all'epoca direttore de La Domenica del Corriere, tra il 1924 e il 1929, anno della morte dello zio per infarto.
D'Amora convinse il nipote ad occuparsi di fotografia e di giornalismo, ma non tanto quello scritto, soprattutto quello per immagini che sarebbe diventato sempre più importante.
Nel 1927, infatti, Carrese diviene rappresentante italiano della americana Wide World Photos, agenzia fotografica del New York Times, grazie ai servigi dello zio, iniziando così un interscambio con gli USA, pubblicando in Italia foto americane ed inviando oltre oceano immagini dell'Italia di fotografi italiani.
E' a partire dal 1934 che inizia la collaborazione col Corriere della Sera che all'epoca utilizzava le immagini dell'Istituto Luce.
Nasce così nel 1937 Publifoto, anche se ufficialmente assume quel nome dal 1939, grazie anche alla collaborazione di fotografi come Tino Petrelli, Fedele Toscani, Carlo Ancillotti e Peppino Giovi.Silvio Maresca e Silvio Durante padre del fondatore della LaPresse Marco Durante.

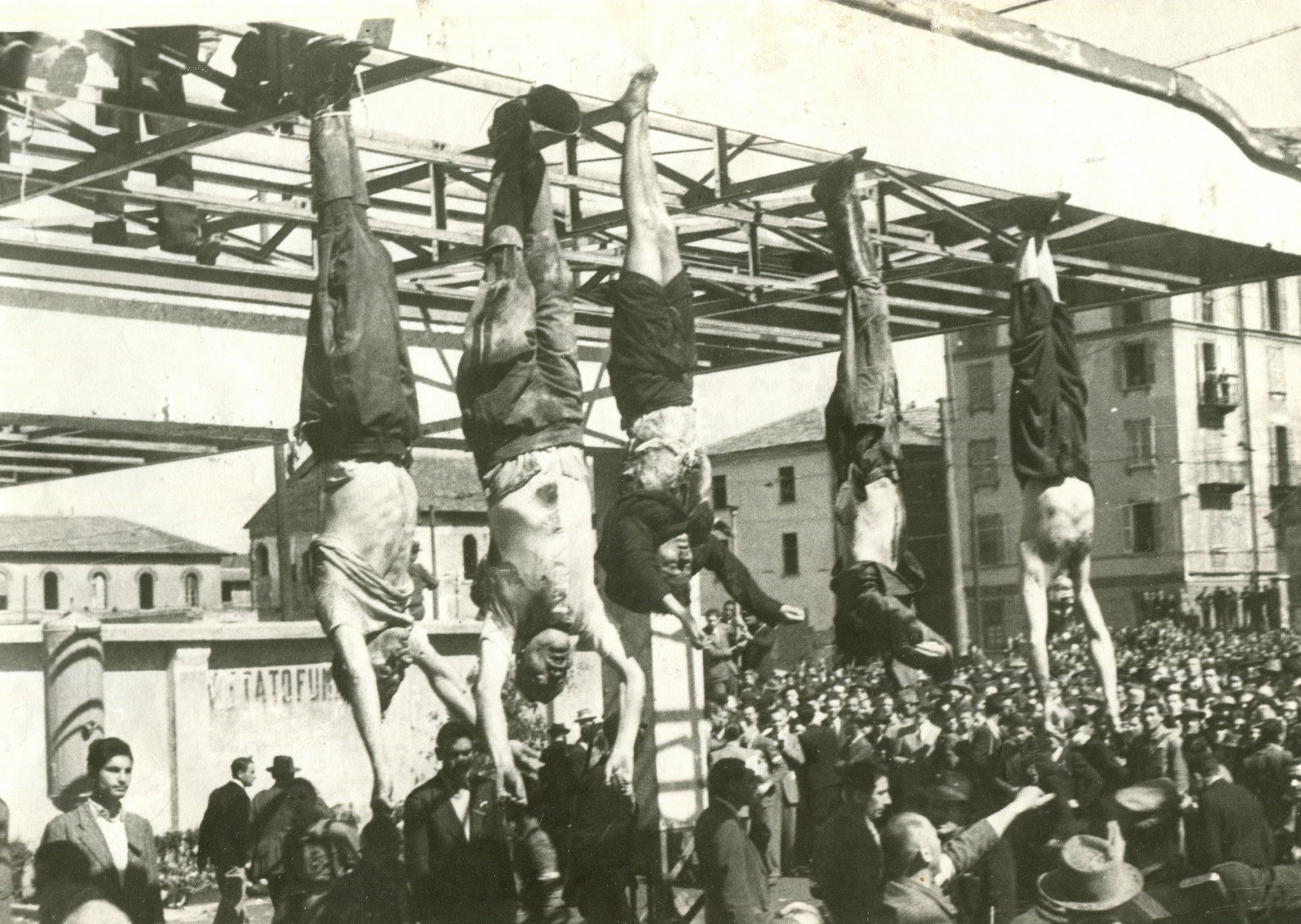
Celebre foto del 29 aprile 1945 raffigurante i corpi di Mussolini, la sua amante Petacci, due gerarchi e un generale appesi a testa in giù a Piazzale Loreto (per alcuni al posto del generale il corpo a sinistra sarebbe invece di Nicola Bombacci; i corpi furono esposti appesi in raggruppamenti vari durante quella mattina).

In pratica, la storia dell'archivio di Publifoto inizia nel 1943 quando viene colpito in pieno dai bombardamenti della Seconda guerra mondiale e viene distrutto. Finita la guerra, fra le macerie, Carrese riuscì a recuperare circa 10000 negativi, 10000 scatti, che documentavano il periodo fascista e che iniziò a catalogare negli anni '60 assieme al lavoro che in seguito si stava accumulando, proveniente dalle più disparate fonti.
Rimangono non chiariti del tutto i suoi rapporti d'amicizia con il fotografo Elio Luxardo, fascista della Xª Flottiglia MAS che Carrese contribuì a salvare una volta che questi fu catturato.
In breve tempo aprì una filiale anche a Roma diretta dal fratello Carlo e solo nel dopoguerra apriranno filiali nelle principali città italiane: Torino (con Silvio Maresca e poi Silvio Durante), Napoli, Palermo, Genova.
Dopo una breve collaborazione con il Corriere della Sera, Carrese collaborò attivamente con L'Europeo, con Il Giorno, fondato nel 1956, e soprattutto con l'ANSA,( dove di fatto fondo la parte fotografica dell'Agenzia Ansa ) mentre Pubblifoto stava divenendo una delle agenzie europee più importanti con 105 dipendenti e 27 fotografi.
Con la morte di Enrico Mattei nel 1962 perse l'appalto con il quotidiano Il Giorno.
Morì improvvisamente nella notte del 18 ottobre 1981.
Successivamente Pubblifoto verrà gestito dai figli Ferdinando e Manuela fino ad essere ceduto dapprima alla Olivetti e infine al Gruppo Intesa Sanpaolo con lo scopo di valorizzarlo come bene culturale., mente l'altra parte dell'archivio storico di Olycom/Publifoto fu comprato dalla LaPresse nel 2018 e la stessa azienda ne ha depositato a livello mondiale il marchio, che ora le appartiene.